# 午後のロータリー
『午後のロータリー』（ごごのロータリー）は、NHKラジオ第1放送で1966年4月4日から1984年3月31日まで放送された午後の情報番組である。

## 概要
これまでの「話題を結ぶ」(生活の知識、各地のトピックスを伝える主婦向け番組）、「午後の散歩道」(全国各地の話題などを音楽とともに送る）、「あなたとお茶を」(ふるさとめぐりやきょうの話題などをリクエスト曲と送る)などを統合して開始した。月曜～土曜の午後1時5分から4時58分まで放送。午後1時台はローカル情報と関東の各県別放送。2時以降は各地の話題、その日の出来事、スポーツニュース、海外だより、生活メモなどを音楽とともに全国放送した。1983年度は午後1時5分から6時50分までに拡大。1984年度からは『こんにちはラジオセンター』に発展終了した。

## 放送時間
毎週月曜日 - 土曜日 13:05 - 18:00

## パーソナリティ
- 明石勇
- 川野一宇
- 広瀬久美子
- 広瀬修子
- 迎康子など

## 主な内容
- 話題の指定席 - 各放送局からの情報や人物インタビュー
- 日本列島こんにちは
  - 北から南から
- 相談コーナー - 園芸、健康、育児、暮らしの電話相談
  - くらしのメモ
- リクエスト
- 音楽アラカルト